# Onthophagus minotaurus
Onthophagus minotaurus är en skalbaggsart som beskrevs av Gilbert John Arrow 1941. Onthophagus minotaurus ingår i släktet Onthophagus och familjen bladhorningar. Inga underarter finns listade i Catalogue of Life.